# Diessens Broek
Het Diessens Broek is een natuurgebied ten oosten van het landgoed Annanina's Rust in de gemeente Hilvarenbeek. Het gebied is gelegen langs het dal van de Reusel ten noorden van Diessen en het is bezit van het Brabants Landschap.
Dit open gebied van weiden en hooilanden is een belangrijk weidevogelgebied, waar grutto's en watersnippen zijn te vinden. Langs de sloten wordt niet gemaaid en in de daardoor ontstane ruigten nestelen kneu en bosrietzanger. De hooilanden worden verschraald, waardoor zeldzame planten kunnen opkomen. In de jaren na 2008 heeft de ruilverkaveling De Hilver plaats gevonden, en in dat kader is de kanalisatie van de Reusel ongedaan gemaakt. Zo zijn er weer verschillende meanders terug gebracht en is diepte van de beek aangepast. Ook het beheer is aangepast waardoor de natuur meer de ruimte heeft gekregen. Het areaal met schrale hooilanden is vergroot waardoor de populatie grutto's toe is genomen. Ook hebben er zich nieuwe soorten gevestigd zoals de waterral en ook de porseleinhoen wordt er gehoord. De blauwborst zingt er in het voorjaar in de rietpluimen net zoals de rietgors en reeën grazen er in de weides.